# أوستين إي. فورد
أوستين إي. فورد (بالإنجليزية: Austin Edward Ford)‏ هو ناشر وسياسي أمريكي، ولد في 31 أغسطس 1857 في بوسطن في الولايات المتحدة، وتوفي في 17 سبتمبر 1896 في مانهاتن في الولايات المتحدة بسبب التهاب الزائدة الدودية. حزبياً، نشط في الحزب الجمهوري. وقد انتخب New York City Fire Commissioner ‏.